# Trachysphyrus cordobae
Trachysphyrus cordobae är en stekelart som beskrevs av Porter 1967. Trachysphyrus cordobae ingår i släktet Trachysphyrus och familjen brokparasitsteklar. Inga underarter finns listade i Catalogue of Life.